# Unblessing the Purity
Unblessing the Purity è il secondo EP del gruppo musicale death metal svedese Bloodbath.

## Tracce
1. Blasting the Virginborn - 3:33
2. Weak Aside - 4:15
3. Sick Salvation - 3:21
4. Mouth of Empty Praise - 4:32

## Formazione
1. Mikael Åkerfeldt - voce
2. Blakkheim - chitarra
3. Per 'Sodomizer' Eriksson - chitarra
4. Jonas Renkse - basso
5. Martin 'Axe' Axenrot - batteria